# 히가시신다치촌
히가시신다치촌(일본어: 東信達村)은 일본 오사카부 히네군·센난군에 설치되었던 촌이다. 현재의 센난시 남부에 해당한다.